# ألبرت سانشيز
ألبرت سانشيز (1 أبريل 1987) هو مدرب كرة قدم إسباني ولاعب سابق. عُرف كلاعب يتمتع بالقدرة على اللعب في مركزي قلب الدفاع ولاعب خط الوسط، لكنه اتخذ قرارًا استثنائيًا بإنهاء مسيرته كلاعب في سن مبكرة جدًا، حيث اعتزل في عمر 24 عامًا ليبدأ رحلته في عالم التدريب.

## مهنة اللعب
وُلد ألبرت سانشيز ساورا في بلدة إسبلوغيس دي يوبريغات في برشلونة، كاتالونيا. خلال مسيرته كلاعب، خاض سانشيز تجارب في الدوريات الإقليمية مع أندية مثل سانت إيلديفونس وليفانتي لاس بلاناس. على الرغم من عدم تحقيق شهرة كبيرة كلاعب، إلا أن طموحه وإصراره على النجاح في كرة القدم دفعاه لتوجيه طاقاته نحو التدريب، حيث وجد شغفه الحقيقي.

## مهنة التدريب
بدأ ألبرت سانشيز مسيرته التدريبية في كرة القدم بعد تخرجه في مجال النشاط البدني وعلوم الرياضة. كانت انطلاقته مع فريق السيدات لنادي ليفانتي لاس بلاناس، حيث نجح في قيادته لتحقيق أول ترقية تاريخية إلى الدرجة الأولى في موسمه الأول، وحقق المركز الحادي عشر في الموسم الثاني قبل أن ينتقل للعمل في فرق الشباب بنادي إسبانيول.
في إسبانيول، عمل سانشيز كمساعد مدرب لفرق تحت 16 عامًا، تحت 17 عامًا، وتحت 19 عامًا، بالإضافة إلى توليه منصب منسق المنهجية خلال موسم 2016-2017. شغل الدور نفسه في نادي سانتبويّا بين عامي 2015 و2017، ما عزز خبرته في تطوير اللاعبين الشباب.
عقب رحيله عن إسبانيول في عام 2017، التحق بنادي بينيا ديبورتيفا، حيث تولى مهام مدير المنهجية ومدرب اللياقة البدنية للفريق الأول. في يوليو 2019، انضم إلى بكين إنتربرايزس جروب الصيني، قبل أن يصبح مساعدًا للمدرب بابلو فرانكو في نادي القادسية الكويتي. في العام التالي، انتقل إلى نادي الفتح السعودي، حيث عمل كمدير فني للفريق الأول بالإضافة إلى تدريب فريق تحت 20 عامًا.
في يوليو 2021، أعلن عن انضمام سانشيز إلى فريق الشباب في برشلونة كمساعد للمدرب أوسكار لوبيز. وفي 16 يوليو 2022، انتقل ليصبح مساعدًا للمدرب رافائيل ماركيز في فريق برشلونة ب.
توجت مسيرته التدريبية في 25 يوليو 2024 عندما تم تعيينه مديرًا لفريق برشلونة ب، خلفًا لرافائيل ماركيز بعد مغادرته النادي. يعكس هذا المسار صعود سانشيز كواحد من المدربين الموهوبين، مع سجل حافل في تطوير اللاعبين والفرق على المستويين المحلي والدولي.